# Yábalo

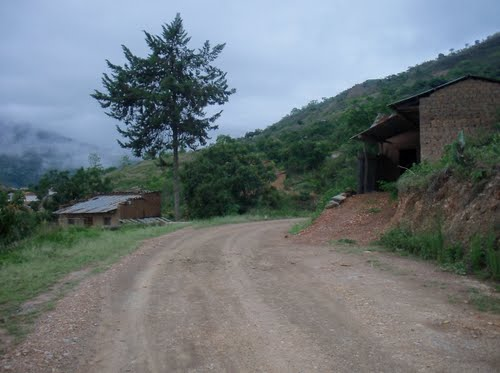
Llegando a Yábalo.

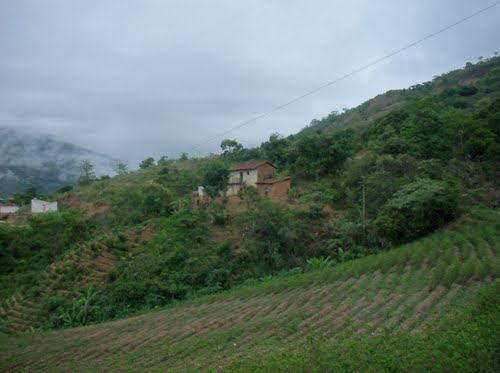
Cocales de Yábalo.

Yábalo es una comunidad que pertenece al municipio de Irupana de la provincia de Sud Yungas en el departamento de La Paz, Bolivia. Está ubicada al este de la ciudad de La Paz, sede de gobierno del país.
La región es conocida como productora de la hoja de coca, además de frutas como naranja, mandarina, café y numerosas atracciones naturales que posee. Tiene una altitud promedio de 1740 m s. n. m. Se encuentra a 135 km aprox. de la capital del departamento, y se llega en aproximadamente 5 horas. 

## Otros datos
El costo del pasaje varía entre 25 y 30 Bs. Las salidas son diarias desde Villa Fátima y en todo horario. En el camino se asciende hasta los 4200 m s. n. m. para ir descendiendo hasta los 1000 m s. n. m. en Puente Villa, y nuevamente subir hasta los 1740 metros de altura en Chulumani.

## Radios
- Radio FmBolivia, 94.9 FM
- Radio Yungas